# Срб, Манфред
Манфред Срб (нем. Manfred Srb, 5 июня 1941, Штоккерау, Корнойбург — 8 января 2022, Вена) — австрийский политик (партия Зелёные — Зелёная альтернатива) и социальный работник.

## Жизнь
Срб заразился полиомиелитом в возрасте восьми лет и с тех пор пользовался инвалидной коляской. После посещения обязательной школы и Федеральной коммерческой школы для инвалидов он работал в городе Вена с 1963 по 1979 год. С 1975 по 1978 год Срб изучал социальную работу в Социальной академии в Вене, а в 1979 году работал в социально-педагогической сфере в молодёжном центре Вены.
С 1964 года Манфред Срб принимал участие в движениях для людей с ограниченными возможностями, таких как Австрийская ассоциация гражданских инвалидов, Клуб молодых людей с ограниченными возможностями, Клуб инвалидов и Движение за автономную жизнь. С 1994 года Срб был волонтёром BIZEPS – Центра независимой жизни.
Срб стал активным участником партийной политики, работая с Рабочей группой инвалидов над альтернативным списком Австрии. В 1986 году он вошёл в парламент по списку Фреды Мейснер-Блау и был депутатом с 17 декабря 1986 года по 3 мая 1994 года. Срб был представителем Зелёных для инвалидов.
Срб умер всего через несколько дней после смерти своей жены и давнего председателя BIZEPS Аннемари Срб-Ресслер.